# Symballophthalmus viennai
Symballophthalmus viennai is een vliegensoort uit de familie van de Hybotidae. De wetenschappelijke naam van de soort is voor het eerst geldig gepubliceerd in 1986 door Raffone.